# Ried (distrito)
| Distrito de Ried                                          |                                          |
| Estado                                                    | Alta Áustria                             |
| Capital                                                   | Ried im Innkreis                         |
| Área                                                      | 584,96 km²                               |
| População                                                 | 61 850 habitantes (1 de janeiro de 2021) |
| Densidade                                                 | 100 hab./km²                             |
| Website                                                   | Site oficial                             |
| Localização de Distrito de Ried no estado de Alta Áustria |                                          |
|                                                           |                                          |

Ried é um distrito da Áustria localizado no estado da Alta Áustria.

## Cidades e municípios
Ried possui 36 municípios, sendo um, a capital Ried im Innkreis, com estatuto de cidade (Stadtgemeinde) e oito com estatuto de mercado (Marktgemeinde):

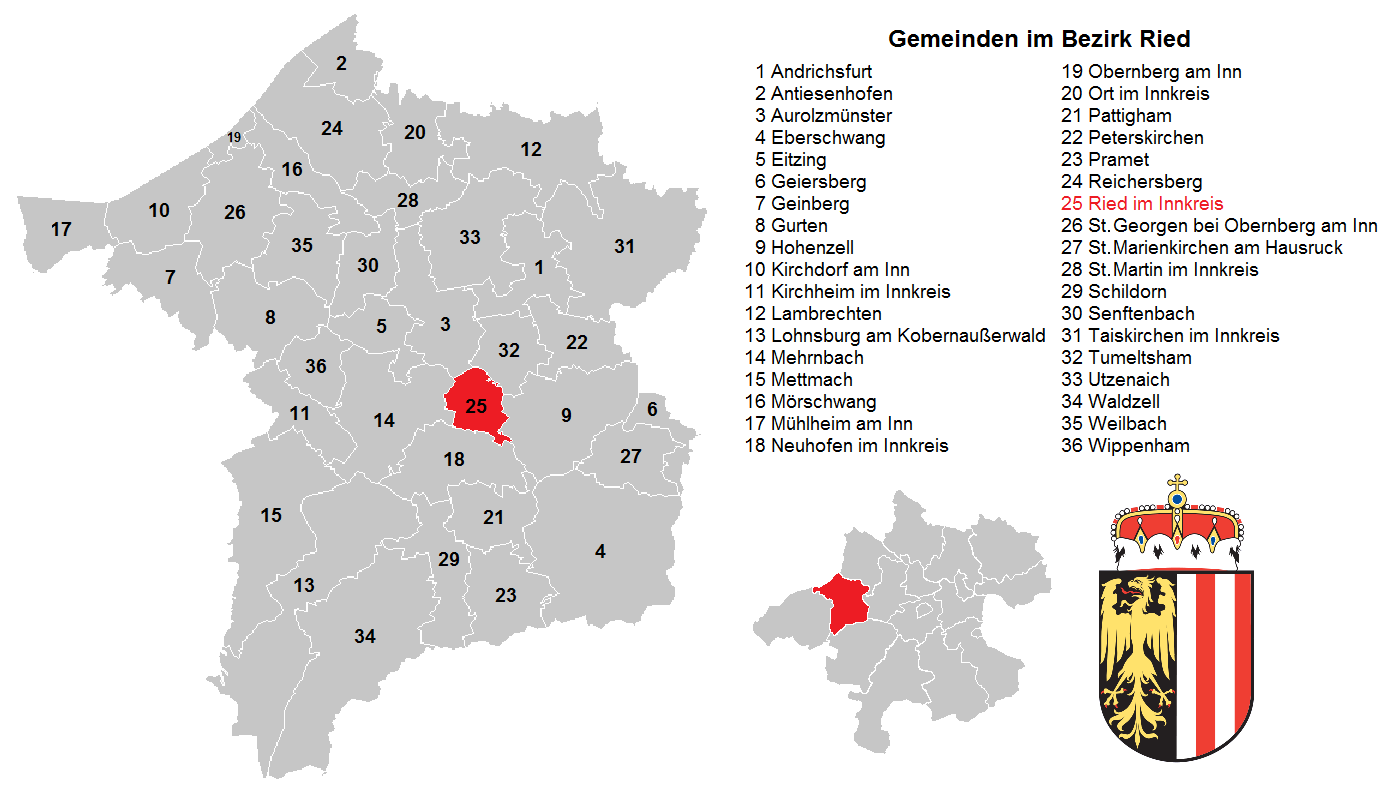
Cidades e municípios do Distrito de Ried

| Cidades: - Ried im Innkreis Mercados: - Aurolzmünster - Eberschwang - Lohnsburg am Kobernaußerwald - Mettmach - Obernberg am Inn - Reichersberg - St. Martin im Innkreis - Taiskirchen im Innkreis | Municípios: - Andrichsfurt - Antiesenhofen - Eitzing - Geiersberg - Geinberg - Gurten - Hohenzell - Kirchdorf am Inn - Kirchheim im Innkreis - Lambrechten - Mehrnbach - Mörschwang - Mühlheim am Inn - Neuhofen im Innkreis - Ort im Innkreis - Pattigham - Peterskirchen - Pramet - Schildorn - Senftenbach - St. Georgen bei Obernberg am Inn - St. Marienkirchen am Hausruck - Tumeltsham - Utzenaich - Waldzell - Weilbach - Wippenham |